# Toxocara cati
Toxocara cati (синоним Toxocara mystax, известен и като котешки глист) е широко разпространен паразит в храносмилателната система на представители от семейство Котки. Възрастните екземпляри паразитират в тънките черва. Паразитозата се нарича токсокароза и протича безсимптомно. В редки случаи при масивна инвазия заболяването може да завърши със смърт.

## Морфологични особености
Мъжките са дълги 3 – 6 cm, а женските 4 – 8 cm. В предния край притежава три устни и две широки кутикулни крила. Яйцата са с дребнокилийчеста повърхност и размери 65/77 μm.